# Alaska Volcano Observatory

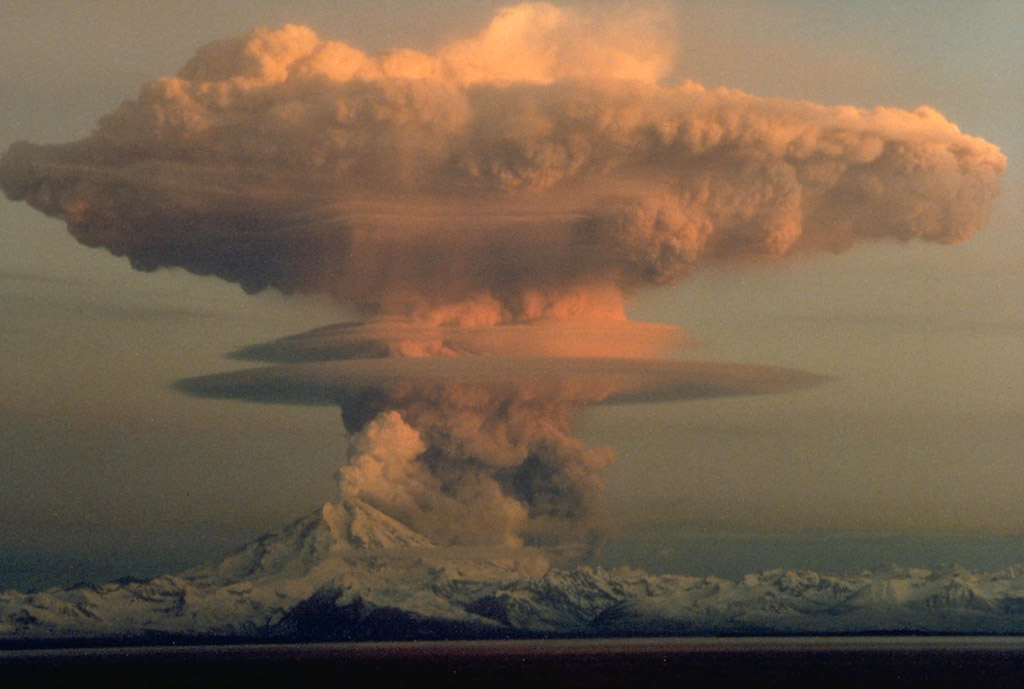
Die Eruption des Mount Redoubt am 21. April 1990 diente als Vorlage für das Logo des AVO.

Das Alaska Volcano Observatory (AVO) ist zuständig für die Überwachung und Erforschung der vulkanischen und seismischen Aktivitäten im US-Bundesstaat Alaska. Diese resultieren – am nördlichen Ende des pazifischen Feuerrings – aus der Subduktion der pazifischen unter die nordamerikanische Lithosphärenplatte.
Es handelt sich um ein Gemeinschaftsprogramm des United States Geological Survey (USGS), des Geophysical Institute der University of Alaska Fairbanks (UAFGI) sowie der Abteilung Geological & Geophysical Surveys des Alaska Department of Natural Resources (ADGGS). Das Alaska Volcano Observatory ist Mitglied in der World organization of volcano observatories – einer Kommission der International Association of Volcanology and Chemistry of the Earth’s Interior in der Internationalen Union für Geodäsie und Geophysik.

## Das Institut

### Geschichte
Offiziell ins Leben gerufen wurde die Einrichtung am 1. April 1988 unter dem Eindruck der Eruption, die sich zwei Jahre zuvor am Mount St. Augustine ereignet hatte. Maßgeblich dazu bei trug Ted Stevens, republikanischer Senator aus Alaska, der im United States Senate Committee on Appropriations großzügige finanzielle Bewilligungen durchsetzte. Als im Dezember 1989 der Mount Redoubt vergleichsweise heftig ausbrach, trat die neue Einrichtung – abseits von der Alltagsroutine – erstmals mit Prognosen und Warnungen in Erscheinung. Die markante Silhouette dieser plinianischen Eruption fand dann auch Eingang in das Logo des Observatoriums. 
Weitere frühe Höhepunkte in der Arbeit des AVO waren die Eruption des Mount Spurr im Jahr 1992 sowie jene der russischen Kljutschewskaja Sopka auf Kamtschatka 1994, deren Aschewolke den internationalen Flugverkehr über Alaska beeinträchtigte.

### Aufbau
Da das Alaska Volcano Observatory eher als Programm beziehungsweise Projekt denn als stationäres Institut angesehen werden kann, sind seine einzelnen Abteilungen nicht zentralisiert, sondern weitläufig verstreut angesiedelt. Es setzt sich zusammen aus:
- einem Überwachungs-, Forschungs- und Krisenzentrum im USGS-Gebäude in Anchorage
- einem vom UAFGI und dem USGS genutzten Zentrum für seismische Aufzeichnungen und Auswertungen sowie petrologischen Forschungseinrichtungen in Fairbanks
- zusätzlichen Laboren und Büros – die gleichermaßen vom ADGGS und UAFGI genutzt werden – in Fairbanks sowie in USGS-Räumlichkeiten in Anchorage, Vancouver (Washington) und Menlo Park (Kalifornien).

In ersterer Einrichtung sitzt der Direktor („scientist-in-charge“ = SIC). Zurzeit ist dies John A. Power. Er koordiniert die Arbeit, stellt reibungslose Abläufe sicher und ist verantwortlich für eine schnelle und umfassende Kommunikation – sowohl intern zu allen Stakeholdern als auch extern der Öffentlichkeit gegenüber. Zudem behält er im Blick, dass die Aktivitäten des AVO in regelmäßigen, zweimonatlichen Berichten zusammengefasst und veröffentlicht werden. Die verschiedenen Abteilungen müssen ihn zwar auf dem Laufenden halten, agieren aber ansonsten relativ eigenständig. Bei erhöhter vulkanischer Aktivität – vor allem bei Ausbrüchen mit potentieller Gefährdung von Menschenleben oder Beeinträchtigungen der Wirtschaft – wird die direktive Gewalt beim SIC in Anchorage gebündelt und das dortige Krisenzentrum ist dann erster Ansprechpartner für Regierungsbehörden, Medienvertreter und Bürger hinsichtlich des Ausbruchs und der Risikobeurteilung.
Darüber hinaus ist ein Geologe des AVO als Mitglied des Kamchatkan Volcanic Eruption Response Team (KVERT) zuständig für den wissenschaftlichen Austausch mit den Kollegen am Institut für Vulkanologie und Seismologie der Russischen Akademie der Wissenschaften in Petropawlowsk-Kamtschatski.
Das AVO beschreibt sich selbst als „sehr ausgedehnte Familie“: Mehrere Träger an verschiedenen Standorten steuern Personal bei. Einige Wissenschaftler arbeiten Vollzeit, andere Teilzeit, wieder andere leisten zwar wichtige Arbeit, beziehen jedoch nur Betriebskosten, Aufwandsentschädigungen oder Fahrtkosten. Momentan (Stand: Ende 2015) verteilen sich 47 Mitarbeiter auf 22 Vollzeitäquivalent-Stellen.

### Aufgaben
Vordringliche Aufgabe ist die Überwachung (Monitoring) und Erforschung von etwa 40 aktiven Vulkanen im Bundesstaat, von denen jährlich durchschnittlich drei bis fünf ausbrechen. Es geht darum, Ausbrüche vorherzusagen, Sicherheitsmaßnahmen für die Bevölkerung zu implementieren und die Aktivität in Datenbanken aufzuzeichnen. 
Dabei konzentriert sich das AVO hauptsächlich auf die Alaska-Halbinsel, die zentralen Aleuten und die Region um das Cook Inlet. In diesen Gegenden ist die Gefährdungslage am höchsten, da sie dichter besiedelt sind als der Rest des Landes; zudem verlaufen dort wichtige internationale Flugrouten; es existiert Öl-, Gas- und Fischereiindustrie und auch der Tourismus spielt eine wesentliche Rolle.
Die Mitarbeiter der verschiedenen Arbeitsgruppen sammeln unter anderem Daten, werten sie aus, betreiben Risikobeurteilung, führen geologische Kartierungen durch und berechnen die Bahnen, auf denen Aschewolken unter dem Einfluss meteorologischer Phänomene ziehen werden. An zahlreichen Vulkanen besteht eine seismische Überwachung in Echtzeit und es sind viele Webcams installiert, deren Livestreams zumeist öffentlich zugänglich geschaltet sind. Ebenfalls in Echtzeit können Hangdeformierungen einiger Vulkane festgestellt werden, was oftmals auf die Intrusion oberflächennahen Magmas und somit auf bevorstehende Eruptionen hindeutet. Darüber hinaus betreibt das AVO ein System zur Aufspürung von Eruptionsgewittern. Das Netzwerk seismischer Stationen ist größtenteils im Erdboden versenkt und solarbetrieben. Je nach Wetterlage werden auch Rundflüge (teilweise mit Landungen auf dem Eis) genutzt, um sich einen Überblick über die Aktivitäten der langgestreckten Vulkankette Alaskas zu verschaffen. In unregelmäßigen Abständen führen die Experten dabei luftgestützte SO2- und CO2-Messungen durch. Die kontinuierliche Erhebung seismischer Daten an den Vulkanen des Cook Inlet – in Kombination mit den anderen Überwachungsmethoden – erlaubt dem AVO, dortige Ausbrüche teilweise mehrere Wochen im Voraus zu prognostizieren. Zu ejektiven Ascheausbrüchen kann normalerweise binnen zehn Minuten nach Eruptionsbeginn eine erste Bekanntmachung publiziert werden.
Ungefähr 17 aktive Vulkane Alaskas unterliegen – sei es wegen Unzugänglichkeit oder weil aufgrund ihrer abgeschiedenen Lage selbst bei einem Ausbruch keinerlei Gefahr von ihnen ausgeht – keiner Beobachtung seitens des AVO. In diesen Fällen vertraut das Observatorium auf die Berichte von Flugzeugbesatzungen (über die Federal Aviation Administration), auf Satellitenbilder (über den National Weather Service) sowie auf lokale Beobachtungen von Fischern, Anwohnern, Militärpersonal oder Mitarbeitern der United States Coast Guard, des United States Fish and Wildlife Service oder des National Park Service.
Über das USGS Volcano Hazards Program unterstützen Vulkanologen des AVO – falls angefordert – auch Kollegen weltweit forschend und beratend bei Eruptionen auf anderen Kontinenten. So waren beispielsweise während der Ausbrüche des philippinischen Pinatubo 1991 und des Soufrière Hills auf der britischen Karibikinsel Montserrat im Jahr 1995 Teams aus Alaska vor Ort.

### Finanzierung
Wissenschaftliche Untersuchungen und Beobachtungsexkursionen sind sehr kostspielig, da sie in den häufig infrastrukturell kaum erschlossenen Weiten Alaskas aufwendige Logistik erfordern. Um den Finanzbedarf des AVO zu decken, werden – entsprechend der Trägerschaft – staatliche, bundesstaatliche und universitäre Mittel genutzt.
Seit einigen Jahren sieht sich das Alaska Volcano Observatory mit zunehmenden Budgetkürzungen konfrontiert, die auch medial kontrovers thematisiert werden. 2008 lief beispielsweise eine zweckgebundene Finanzierung durch den Kongress der Vereinigten Staaten in Höhe von 2,5 Millionen US-Dollar aus. Damit entfielen auch daran gekoppelte Zuschüsse seitens der Federal Aviation Administration. Im Februar 2009 prangerte dann Bobby Jindal, der republikanische Gouverneur von Louisiana, die staatlichen Ausgaben für Vulkanbeobachtungen an. Bis 2011 erhielt das AVO drei Millionen US-Dollar aus dem American Recovery and Reinvestment Act. Dieses Geld floss allerdings nicht in die tägliche Routinearbeit. Im Frühjahr 2013 wurde bekannt, dass das AVO infolge seiner nicht ausreichenden finanziellen Ausstattung seismische Messstationen, die Echtzeit-Verfolgung von Eruptionen ermöglichten, an fünf Vulkanen schließen musste. Zudem wurde der Plan aufgegeben, eine ebensolche Station auch am Mount Cleveland zu installieren. Instandsetzungen veralteten oder defekten Equipments – von mehr als 200 Stationen waren nach Angaben der Mitarbeiter mehr als 80 reparaturbedürftig – mussten aufgeschoben werden. Daraus erwuchs auch eine Gefahr für den Luftverkehr, da die Flugkapitäne für eine sichere Passage auf die Daten bezüglich etwaiger Aschewolken angewiesen sind. Darüber hinaus führte die Budgetknappheit zu Personalkürzungen. Um die geringen Finanzmittel besser nutzen zu können, erfolgte im Februar 2014 eine Neuordnung der Arbeitsprioritäten des AVO. Fortan wollte man sich in der Überwachung vorwiegend auf die fünf gefährlichsten Vulkane des Bundesstaates – Mount Spurr, Mount St. Augustine, Mount Redoubt, Mount Akutan und Mount Makushin – konzentrieren. In jenem Jahr betrug das Budget für das Observatorium nur noch 3,5 Millionen US-Dollar, wohingegen es 2008 noch bei neun Millionen US-Dollar gelegen hatte.
Dank einer Hilfsfinanzierung durch das USGS Volcano Hazards Program konnten die AVO-Mitarbeiter im Sommer 2015 mit der Reparatur mehrerer seismischer Stationen beginnen – unter anderem am Mount Aniakchak, Mount Westdahl, Shishaldin, Mount Gareloi und Mount Tanaga. Im Oktober gleichen Jahres funktionierten bereits wieder 176 von ursprünglich 216 Messpunkten. Etwa zeitgleich stellten Maria Cantwell, demokratische Senatorin aus Washington, und Lisa Murkowski, republikanische Senatorin aus Alaska, einen gemeinsamen und somit überparteilichen Gesetzentwurf vor, der die Finanzierung vulkanologischer Einrichtungen verbessern und Frühwarnsysteme für Ausbrüche weiterhin sicherstellen soll („The National Volcano Early Warning and Monitoring Program Act“).